# Kalaburagi (distrikt)
Gulbarga är ett distrikt i Indien.   Det ligger i delstaten Karnataka, i den centrala delen av landet, 1 300 km söder om huvudstaden New Delhi. Antalet invånare är 2 566 326.
Följande samhällen finns i Gulbarga:
- Gulbarga
- Shāhābād
- Aland
- Seram
- Wādi
- Chītāpur
- Chincholi
- Jevargi
- Afzalpur
- Nālwār
- Kālgi
- Kurgunta
- Yedrāmi
- Nimbarga
- Ijeri
- Nilogi
- Kodli